# Michael van Gerwen
Michael van Gerwen (* 25. April 1989 in Boxtel) ist ein professioneller niederländischer Dartspieler, der bei der PDC spielt. Im Jahr 2014 wurde van Gerwen im Alter von 24 Jahren der bis dahin jüngste Gewinner einer PDC-Weltmeisterschaft. 2017 und 2019 holte er den Titel erneut. Von Januar 2014 bis Januar 2021 war er die Nummer eins der Welt in der PDC Order of Merit.
Van Gerwen begann seine Laufbahn bei der BDO, er gewann dort das World Masters 2006 und warf einen fernsehübertragenen Neundarter beim Masters of Darts 2007. Mit 17 Jahren war er der jüngste Spieler, dem dies gelang. Dieser Rekord wurde im Januar 2024 von Luke Littler, der zu diesem Zeitpunkt 16 Jahre alt war, unterboten.
2007 wechselte er zu PDC und wurde dort zu einem dominierenden Spieler. Van Gerwen ist nach Phil Taylor der zweiterfolgreichste Spieler der PDC-Geschichte. Er hat die meisten PDC Pro Tour-Events gewonnen, mit 91 (Stand: Oktober 2024) und übertraf damit Taylors bisherigen Rekord von 70.
Sein Spitzname Mighty Mike spielt auf seine lautstarken Jubel an; seine Einlaufmusik ist Seven Nation Army von den White Stripes.

## Leben

### Privatleben
Michael van Gerwens Vater Henri arbeitete als LKW-Fahrer, seine Mutter Wilma war in einer Kantine beschäftigt.
Im August 2014 hat van Gerwen seine langjährige Freundin Daphne Govers geheiratet. Sie haben eine Tochter (* 2017) und einen Sohn (* 2020).
Im Mai 2025 gab van Gerwen die Trennung von seiner Frau bekannt.

### Jugendkarriere
Van Gerwen fing nach eigener Angabe bereits mit 13 Jahren mit dem Dartspielen an. Mit 14 Jahren erreichte er das Finale des Primus Masters Youth 2003. Danach gewann er viele Jugendtitel, unter anderem die German Open 2005, den German Gold Cup 2005, die Norway Open 2005, die Northern Ireland Open 2005, die Swedish Open 2005 und die Niederländische Jugendmeisterschaft 2005, welche er auch 2006 gewann. Außerdem gewann er die Norway Open 2005 und Northern Ireland Open 2005 im Erwachsenenbereich.

### Karriere bei der BDO
Von 2003 bis 2007 spielte van Gerwen beim Dartverband BDO. Dabei erreichte er das Halbfinale der Bavaria World Darts Trophy 2006. Er verlor dieses gegen Martin Adams, spielte aber fast einen 9-Darter und verpasste nur den letzten Dart auf die Doppel-12. Außerdem spielte er während des Turniers mit 170 das höchstmögliche Checkout. Im weiteren Saisonverlauf schaffte es van Gerwen, seine gute Leistung zu konservieren und wurde mit 17 Jahren und 174 Tagen jüngster Sieger bei den Winmau World Masters 2006.
Angesichts seiner guten Leistung kamen Gerüchte auf, dass sich van Gerwen dem konkurrierenden Dartverband PDC anschließen würde. Während der World Darts Trophy 2006 gab er eine Pressekonferenz, in der er alle Gerüchte verneinte und bestätigte, dass er bei der BDO bleiben würde. Darüber hinaus lehnte van Gerwen eine Teilnahme an der PDC-Weltmeisterschaft ab, an der er als Erstplatzierter der niederländischen Dartsrangliste hätte teilnehmen dürfen. Der dadurch freigewordene Startplatz ging an den Zweitplatzierten Rico Vonck.
Im Vorfeld der BDO-Weltmeisterschaft 2007 wurde van Gerwen von den Buchmachern als Favorit gehandelt, schied allerdings in der ersten Runde gegen Gary Robson aus.
In der Nacht des Finales der Weltmeisterschaft gab das niederländische Fernsehen bekannt, dass van Gerwen zusammen mit Vincent van der Voort und Jelle Klaasen zur PDC wechseln würde.

### Karriere bei der PDC

#### Bis zur ersten Weltmeisterschaft, 2007–2013
Van Gerwen belegte zuerst Platz 88 in der PDC Order of Merit. Obwohl er noch bei der BDO spielte, durfte er an einigen Wettbewerben der PDC in den Niederlanden, unter anderem an den Holland Open 2006, teilnehmen, bevor er zur PDC wechselte.
Am 20. Januar 2007 hatte er sein Debüt bei den Stan James Players Championships in Gibraltar und schlug Andy Hamilton in der ersten Runde, bevor er im Achtelfinale gegen seinen Landsmann Roland Scholten verlor. Am Tag darauf gewann er gegen Raymond van Barneveld in der ersten Runde und verlor dann im Viertelfinale gegen Alan Warriner-Little. Er setzte seine gute Form fort und schlug Phil Taylor mit 3:0 beim Masters of Darts. Alle drei Sätze wurden im entscheidenden Leg entschieden, welche van Gerwen mit 14, 12 und 12 Darts für sich entschied. Im Halbfinale gegen van Barneveld spielte er dann seinen ersten Neundarter, verlor aber trotzdem das Spiel.
Bis dahin hatte van Gerwen keine Erfolge im Fernsehen vorzuweisen. Sein Debüt gab er bei den UK Open 2007, wo er in der Runde der letzten 32 gegen Colin Osborne verlor. Für die Las Vegas Desert Classics 2007 konnte er sich allerdings nicht qualifizieren und verlor in Runde zwei des World Matchplay 2007 in Blackpool gegen Ronnie Baxter mit 12:14, obwohl er mit 12:10 in Führung lag und ihm somit nur ein Leg zum Sieg fehlte. Seine beste Leistung lieferte er bei der PDC World Darts Championship 2008 ab, als er zwar in der ersten Runde gegen Taylor verlor, aber einen Matchdart hatte.
Van Gerwen beendete seine Durststrecke, als er am 11. April 2009 gegen Vincent van der Voort mit 6:3 bei der Players Championship in Taunton gewann, was ihm 6.000 £ für die Order of Merit einbrachte. Bei der ersten Ausgabe der PDC U-21 Weltmeisterschaft unterlag er im Finale, welches im Vorfeld des Finales der PDC World Darts Championship 2011 ausgespielt wurde, dem Engländer Arron Monk.
Er warf beim World Matchplay 2012 einen Neundarter im Achtelfinale gegen Steve Beaton und gewann das Match mit 13:9. Seinen ersten Major Turnier Titel in der PDC gewann er beim World Grand Prix 2012, als er im Finale Mervyn King mit 6:4 sets bezwang. Danach begann seine Karriere bei der PDC steil nach oben zu gehen. Im Viertelfinale der Weltmeisterschaft 2013 bezwang er den amtierenden Doppelweltmeister Adrian Lewis in einem hochklassigen Match mit 5:4 sets, wobei Lewis im Entscheidungssatz zwei Matchdarts vergab. Im Halbfinale gelang ihm gegen James Wade zudem ein weiterer Neundarter. Im direkt darauffolgenden Leg hatte er eine weitere Chance auf das perfekte Spiel, verfehlte jedoch das abschließende Doppelfeld. Ihm gelangen also 17 perfekte Darts in Folge. Damit übertraf er den bisherigen Rekord von Phil Taylor, der 2010 16 perfekte Darts geworfen hatte. Am 1. Januar 2013 verlor van Gerwen trotz einer 4:2-Satzführung das Finale der Weltmeisterschaft gegen Taylor noch mit 4:7 Sätzen, konnte ihn aber einige Monate später im Finale der Premier League Darts 2013 mit 10:8 bezwingen.

#### Dominierender Spieler und dreifacher Weltmeister, 2014 bis 2020
Am 1. Januar 2014 gewann MVG im Finale der Weltmeisterschaft 2014 gegen den Schotten Peter Wright seinen ersten Weltmeistertitel und löste damit auch den bisher führenden Phil Taylor in der Order of Merit ab. Bei der Weltmeisterschaft 2015 schied van Gerwen im Halbfinale gegen den späteren Sieger Gary Anderson aus. Das World Matchplay 2015 gewann van Gerwen im Finale gegen James Wade mit 18:12, während er sich im Finale des World Grand Prix knapp Robert Thornton mit 4:5 geschlagen geben musste.
2015 gewann van Gerwen den Grand Slam of Darts zum ersten Mal und somit gelang es ihm als erst zweitem Spieler, jedes Major-Turnier der PDC mindestens einmal zu gewinnen. Bei der Weltmeisterschaft 2016 schied er im Achtelfinale nach einem hochklassigen und spannenden Match dennoch mit 3:4 sets gegen seinen Landsmann Raymond van Barneveld aus. Die Premier League konnte er 2016 zum zweiten Mal gewinnen, als er am finalen Abend Adrian Lewis und Phil Taylor mit 11:4 bzw. 11:3 legs im Halbfinale bzw. Finale deutlich bezwang. Zuvor stellte er im Laufe der Premier League mit 123,4 Punkten im Schnitt pro Aufnahme beim 7:1-Erfolg gegen Michael Smith einen neuen Rekord für den höchsten Average in einem TV-Match auf. 2016 gewann van Gerwen zudem alle weiteren TV-Turniere, die für die PDC Order of Merit zählen; unter anderem das World Matchplay, den World Grand Prix und den Grand Slam of Darts.

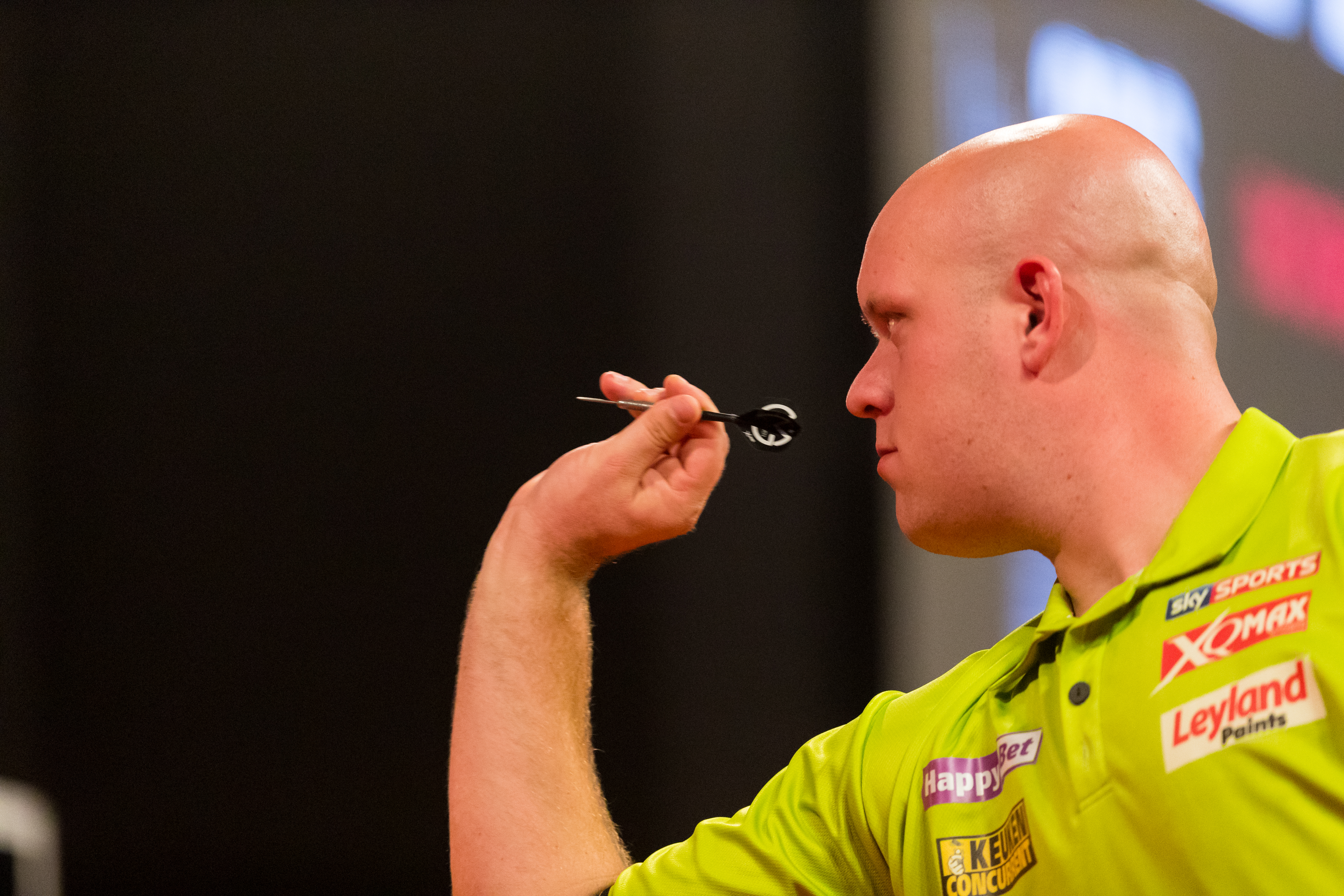
Michael van Gerwen beim German Darts Grand Prix 2017

Das Jahr 2017 startete für van Gerwen mit dem Gewinn der PDC-Weltmeisterschaft, im Finale konnte er sich mit 7:3 gegen Gary Anderson durchsetzen. Am 10. Februar 2017 warf van Gerwen bei einem UK-Open-Qualifikationsturnier im Spiel gegen Ryan Murray als zweiter Dartspieler überhaupt nach Phil Taylor in einem Spiel zwei 9-Darter.
Im Mai desselben Jahres gewann er zum dritten Mal die Premier League. Im Halbfinale besiegte er Gary Anderson, im Finale gewann er mit 11:10 gegen Peter Wright. Im Halbfinale der PDC-Weltmeisterschaft 2018 verlor van Gerwen gegen den Engländer und späteren Weltmeister Rob Cross mit 5:6 und konnte somit seinen Titel aus dem Vorjahr nicht verteidigen. Im Verlauf des Jahres konnte er abgesehen vom World Grand Prix kein in die Order of Merit einfließendes Major-Turnier gewinnen. Häufig schied er früh im Turnier aus, wie während des World Matchplays (in 1. Runde) oder bei den European Championship (2. Runde).
Am 26. April 2018 wurde van Gerwen vom niederländischen König Willem-Alexander mit dem Orden von Oranien-Nassau ausgezeichnet.
Während der Weltmeisterschaft 2019 besiegte er Gary Anderson im Halbfinale mit 6:1. Das Finale gewann er 7:3 gegen Michael Smith. Beim Einladungsturnier The Masters gewann er im Finale 11:5 gegen James Wade. Am 10. Februar 2019 spielte er beim Players Championship 2 gegen Jonny Clayton ein Nine dart finish. Im Mai 2019 konnte er erneut seinen Titel in der Premier League verteidigen, im Finale besiegte er Rob Cross 11:5. Im weiteren Verlauf der Saison gewann er die Premier League zum vierten Mal in Serie und holte beim World Grand Prix seinen fünften Titel. Zu Saisonende holte er mit dem Gewinn der Champions League of Darts, den Players Championship Finals und den World Series of Darts Finals noch weitere drei Titel. Durch den Erfolg bei der Champions League hat er alle aktuell ausgetragenen Major-Turniere mindestens einmal gewonnen. Bei der Weltmeisterschaft 2020 erreichte er sein fünftes Finale, unterlag dort jedoch Peter Wright mit 3:7. Bei den UK Open in Milton Keynes gewann er durch einen 11:9-Erfolg gegen Gerwyn Price seinen dritten Titel bei diesem Turnier. Beim Masters (1. Runde) und beim World Matchplay (2. Runde) schied er jeweils früh aus. In der Premier League verpasste van Gerwen zum ersten Mal bei seiner achten Teilnahme die Playoffs, er verlor am letzten Spieltag mit 2:8 gegen Daryl Gurney. Beim World Grand Prix erreichte er nur das Viertelfinale. Bei den European Darts Championship konnte er sogar nur das Achtelfinale erreichen. Beim World Cup trat er erneut für Holland an musste sich aber auch dort bereits im Viertelfinale geschlagen geben. Diesmal war gegen Deutschland Schluss. Auch beim World Grand Prix unterlag er erneut Simon Whitlock. Diesmal verpasste er etliche Matchdarts und verlor im Decider mit 16:15. Beim letzten Turnier des Jahres konnte er allerdings seinen Titel bei den Players Championship verteidigen. Er gewann im Finale mit 11:10 gegen Mervyn King.

#### Ab 2021

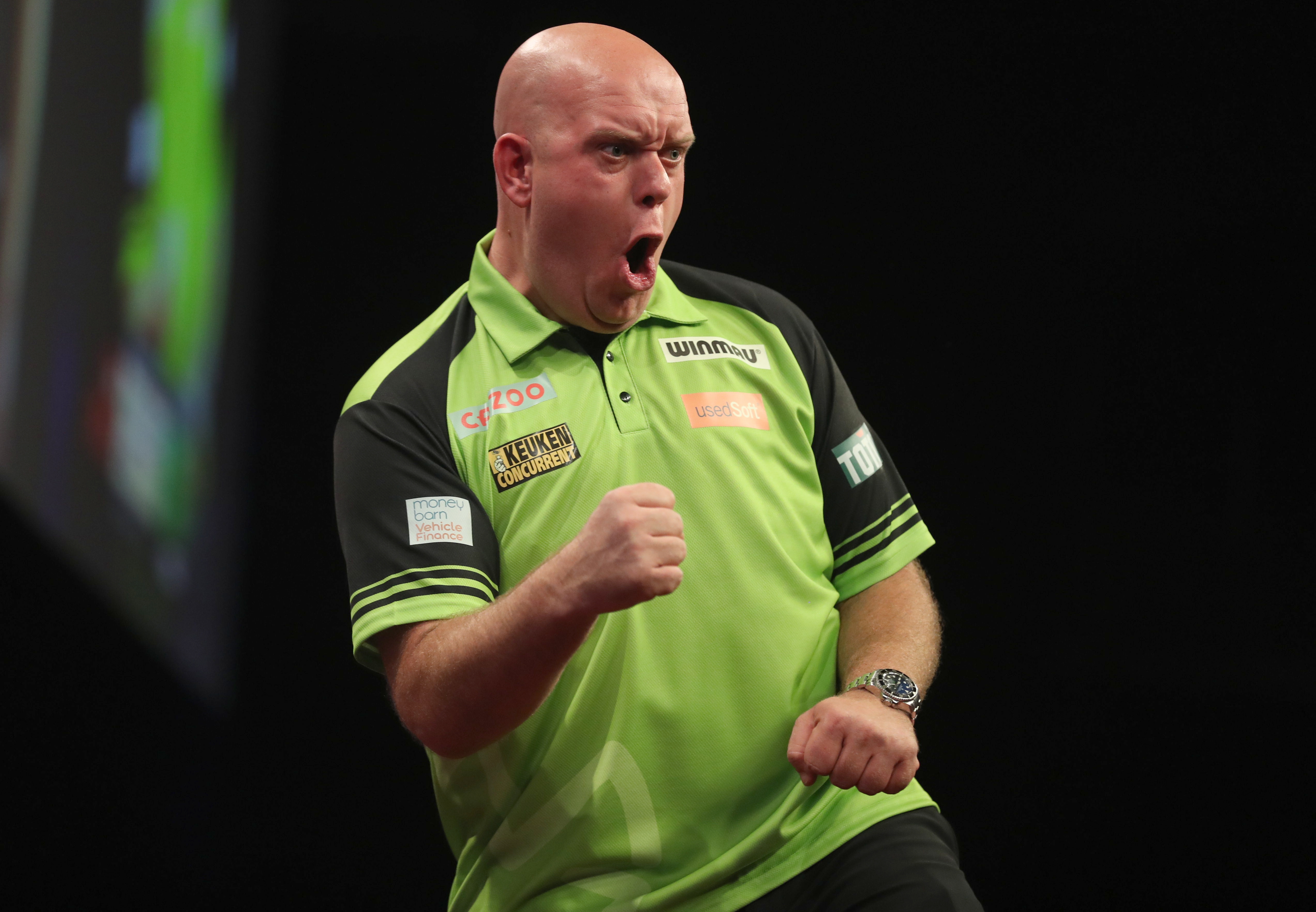
Michael van Gerwen bei der Premier League Darts 2022 in Berlin

Bei der World Darts Championship 2021 konnte er sein Auftaktmatch gegen Ryan Murray mit 3:1, sein Drittrundenspiel gegen Ricky Evans mit 4:0 und das Achtelfinale gegen Joe Cullen mit 4:3 gewinnen. Im Viertelfinale unterlag er 0:5 gegen Dave Chisnall, der einen 107er-Average spielte. In der Folge des Ausscheidens verlor er nach rd. sieben Jahren die Weltranglistenführung.
Es handelte sich um seinen erst zweiten White Wash in seiner TV-Karriere. Beim Masters schied er bereits im Achtelfinale mit einer 9:10-Niederlage aus. Die Premier League Darts 2021 schloss er nach 16 Spieltagen als Tabellenführer ab und qualifizierte sich somit für die Play-offs. Er schied jedoch im Halbfinale durch eine 8:10-Niederlage gegen Jonny Clayton aus. Beim World Matchplay 2021 schied van Gerwen im Halbfinale aus; er verlor 10:17 gegen Peter Wright. Nach 293 Tagen ohne Titelgewinn gewann van Gerwen Mitte September die Erstauflage des Nordic Darts Masters, welches im Rahmen der World Series of Darts 2021 veranstaltet wurde. Der 11:7-Finalsieg gegen die Engländerin Fallon Sherrock war gleichbedeutend mit van Gerwens insgesamt 16. Gewinn eines World Series-Events. Zudem gewann er das vorletzte Players Championship und damit sein erstes Ranglistenturnier 2021. In diesem verkorksten Jahr konnte er erstmals seit 2011 kein Major-Turnier gewinnen, sein bestes Resultat war das Finale bei der European Darts Championship.
Van Gerwen fiel im März 2022 nach mehr als zehn Jahren aus den Top 4 der Weltrangliste, die zur Teilnahme an der Premier League berechtigen, konnte sich aber mit seinem Sieg bei der German Darts Championship 2022 – dem ersten Turniersieg auf European Darts Tour seit 2019 – eine Woche später wieder auf den Weltranglistenplatz 3 verbessern. Bei der Premier League gewann er den vierten, fünften und neunten Spieltag. Letztlich konnte er sich auch in den Play-offs durchsetzen und gewann erstmals seit 2019 wieder das Turnier, indem er Joe Cullen im Finale mit 11:10 schlug. Er zog somit mit sechs Premier-League-Titeln mit dem bisherigen Rekordsieger Phil Taylor gleich. Zudem gewann er auf der Pro Tour das Players Championship 8 und 10 und wenig später zum insgesamt vierten Mal die Austrian Darts Open. Er gewann im Juli 2022 das World Matchplay, im Oktober 2022 den World Grand Prix und im November 2022 die Players Championship Finals. Bei der Weltmeisterschaft 2023 unterlag van Gerwen im Finale Michael Smith mit 4:7. Zuvor hatte er im Viertelfinale gegen Chris Dobey mit 5:0 und im Halbfinale gegen Dimitri Van den Bergh mit 6:0 gewonnen. Im zweiten Satz des Finals spielte van Gerwen bei gegnerischem Anwurf acht perfekte Darts, ehe er auf Doppel 12 den möglichen 9-Darter verpasste. In der folgenden Aufnahme gelang seinem Gegner der 9-Darter – Smith hatte ebenfalls zuvor zwei perfekte Aufnahmen gespielt.
Bei der Premier League Darts 2023 konnte er drei Tagessiege erringen. Zudem konnte er sich auch in den Play-offs durchsetzen und gewann wie bereits im Vorjahr das Turnier, indem er Gerwyn Price im Finale mit 11:5 schlug. Mit sieben Premier-League-Titeln ist er seither alleiniger Rekordsieger der Premier League. Im September gewann er das World Series of Darts Finals 2023. Bei den Players Championship Finals 2023, The Masters 2024 und World Matchplay 2024 erreichte er jeweils das Finale. Seit dem Ausscheiden im Halbfinale bei den World Series of Darts Finals 2024 ist er kein amtierender Major-Champion mehr. Nur drei Tage später gewann er jedoch mit dem Players Championship 21 seinen ersten Ranking-Titel seit genau 500 Tagen. Vier weitere Tage später gewann er auch die Hungarian Darts Trophy 2024.
Bei der Weltmeisterschaft 2025 zog er zum siebten Mal ins Finale ein. Dieses verlor er mit 3:7 gegen Luke Littler, der damit van Gerwen als jüngsten Weltmeister ablöste.

### Auftreten und Spielweise
Der Spielstil von van Gerwen hat sich über die Jahre gewandelt. Bis etwa 2019 war van Gerwens Spiel stets von energischen Jubeln geprägt. Markant war auch das vollständige Überstrecken des Handgelenks. Ab 2020 entwickelte sich sein Wurf dann zu einer gesundheitsschonenderen Technik. Jubelposen setzt er zwar weiterhin ein, jedoch nur noch zu ausgewählten, wichtigen Momenten. Er pflegt es jedoch weiterhin sich beim Wurf auffällig weit nach vorn zu beugen.
Der Niederländer fällt zudem des Öfteren durch kontroverse Aussagen – nicht selten zu Ungunsten seiner Gegner – in Interviews auf. Seine Anhänger schätzen seine Ehrlichkeit; er gilt gemeinhein als guter Vierlierer. Seine Kritiker werfen van Gerwen oftmals Arroganz vor.

### 9-Darter
Auflistung, offizielle TV-Neundarter sind besonders gekennzeichnet
- Am 17. Februar 2007 bei der 4:6-Satzniederlage gegen  Raymond van Barneveld im Halbfinale des Masters of Darts 2007 (TV)
- Am 12. Februar 2012 beim 6:1-Sieg gegen  Dave Chisnall im Finale des 2. UK Open Qualifiers 2012
- Am 25. Juli 2012 beim 13:9-Sieg gegen  Steve Beaton im Achtelfinale des World Matchplay 2012 (TV)
- Am 30. Dezember 2012 beim 6:4-Satzsieg gegen  James Wade im Halbfinale der PDC World Darts Championship 2014 (TV)
- Am 15. Oktober 2013 bei der 4:6-Niederlage gegen  Terry Jenkins in der Vorrunde der Champions League Darts 2013
- Am 22. März 2014 bei der 5:6-Niederlage gegen  Phil Taylor im Achtelfinale des 3. Players Championships 2014
- Am 26. Oktober 2014 beim 11:6-Sieg gegen  Raymond van Barneveld im Halbfinale der European Darts Championship 2014 (TV)
- Am 3. Oktober 2015 beim 6:5-Sieg gegen  Raymond van Barneveld in der 3. Runde des 18. Players Championships 2015
- Am 5. März 2016 beim 9:5-Sieg gegen  Rob Cross in der 4. Runde der UK Open 2016 (TV)
- Am 13. März 2016 beim 6:1-Sieg gen  Ian White im Viertelfinale des 2. Players Championships 2016
- Am 22. September 2016 beim 6:2-Sieg gegen  Simon Whitlock im Achtelfinale des 15. Players Championships 2016
- Am 23. September 2016 beim 6:2-Sieg gegen  Joe Murnan in der 3. Runde des 16. Players Championships 2016
- Am 10. Februar 2017 beim 6:2-Sieg gegen  Ryan Murray in der 3. Runde des 4. UK Open Qualifiers 2017 (2×)
- Am 29. April 2017 beim 6:2-Sieg gegen  Robert Thornton im Finale des 9. Players Championships 2017
- Am 4. Februar 2018 beim 6:2-Sieg gegen  Jermaine Wattimena im Achtelfinale des 3. UK Open Qualifiers 2018
- Am 30. Juni 2018 beim 6:2-Sieg gegen  Ryan Joyce in der 2. Runde des European Darts Matchplay 2018
- Am 28. September 2018 beim 6:2-Sieg gegen  Kyle Anderson in der 3. Runde des 19. Players Championships 2018
- Am 10. Februar 2019 bei der 3:6-Niederlage gegen  Jonny Clayton im Viertelfinale des 2. Players Championships 2019
- Am 16. Februar 2019 beim 6:3-Sieg gegen  Jamie Hughes in der 3. Runde des 3. Players Championships 2019
- Am 24. März 2019 beim 7:5-Sieg gegen  Mensur Suljovic im Halbfinale der European Darts Open 2019
- Am 23. November 2019 beim 6:5-Sieg gegen  Adrian Lewis in der 2. Runde der Players Championship Finals 2019 (TV)
- Am 23. Februar 2020 beim 6:5-Sieg gegen  Cristo Reyes im Achtelfinale des 6. Players Championships 2020
- Am 8. März 2020 beim 11:3-Sieg gegen  Daryl Gurney im Halbfinale der UK Open 2020 (TV)
- Am 27. November 2022 beim 11:6-Sieg gegen  Rob Cross im Finale der Players Championship Finals 2022 (TV)
- Am 17. September 2023 beim 11:10-Sieg gegen  Luke Humphries im Halbfinale der World Series of Darts Finals 2023 (TV)
- Am 29. September 2023 beim 6:3-Sieg gegen  Chris Dobey im Achtelfinale des 24. Players Championships 2023
- Am 26. November 2023 bei der 9:11-Niederlage gegen  Luke Humphries im Finale der Players Championship Finals 2023 (TV)
- Am 16. September 2024 beim 6:2-Sieg gegen  Martin Lukeman in der 2. Runde der Hungarian Darts Trophy 2024
- Am 21. April 2025 beim 6:1-Sieg gegen  Ryan Searle im Achtelfinale des German Darts Grand Prix 2025

(Stand: 21. April 2025)

## Weltmeisterschaftsresultate

### BDO
- 2007: 1. Runde (2:3-Niederlage gegen  Gary Robson)

### PDC-Jugend
- 2011: Finale (4:6-Niederlage gegen  Arron Monk)
- 2012: Finale (3:6-Niederlage gegen  James Hubbard)

### PDC
- 2008: 1. Runde (2:3-Niederlage gegen  Phil Taylor)
- 2009: 2. Runde (0:4-Niederlage gegen  Phil Taylor)
- 2010: 2. Runde (2:4-Niederlage gegen  James Wade)
- 2011: 1. Runde (1:3-Niederlage gegen  Mensur Suljović)
- 2012: Achtelfinale (3:4-Niederlage gegen  Simon Whitlock)
- 2013: Finale (4:7-Niederlage gegen  Phil Taylor)
- 2014: Sieger (7:4-Sieg gegen  Peter Wright)
- 2015: Halbfinale (3:6-Niederlage gegen  Gary Anderson)
- 2016: Achtelfinale (3:4-Niederlage gegen  Raymond van Barneveld)
- 2017: Sieger (7:3-Sieg gegen  Gary Anderson)
- 2018: Halbfinale (5:6-Niederlage gegen  Rob Cross)
- 2019: Sieger (7:3-Sieg gegen  Michael Smith)
- 2020: Finale (3:7-Niederlage gegen  Peter Wright)
- 2021: Viertelfinale (0:5-Niederlage gegen  Dave Chisnall)
- 2022: 3. Runde (Nicht angetreten gegen  Chris Dobey 1)
- 2023: Finale (4:7-Niederlage gegen  Michael Smith)
- 2024: Viertelfinale (3:5-Niederlage gegen  Scott Williams)
- 2025: Finale (3:7-Niederlage gegen  Luke Littler)

## Turnierergebnisse
| Tournament                                 | 2005              | 2006              | 2007                           | 2008                           | 2009                           | 2010                           | 2011                           | 2012                           | 2013                           | 2014                           | 2015                           | 2016                           | 2017                           | 2018                           | 2019                           | 2020                           | 2021                           | 2022                           | 2023                           | 2024                           | 2025                           |
| ------------------------------------------ | ----------------- | ----------------- | ------------------------------ | ------------------------------ | ------------------------------ | ------------------------------ | ------------------------------ | ------------------------------ | ------------------------------ | ------------------------------ | ------------------------------ | ------------------------------ | ------------------------------ | ------------------------------ | ------------------------------ | ------------------------------ | ------------------------------ | ------------------------------ | ------------------------------ | ------------------------------ | ------------------------------ |
| BDO/WDF-Major-Turniere                     |                   |                   |                                |                                |                                |                                |                                |                                |                                |                                |                                |                                |                                |                                |                                |                                |                                |                                |                                |                                |                                |
| Weltmeisterschaft                          | n/q               | n/q               | 1R                             | nicht teilgenommen             | nicht teilgenommen             | nicht teilgenommen             | nicht teilgenommen             | nicht teilgenommen             | nicht teilgenommen             | nicht teilgenommen             | nicht teilgenommen             | nicht teilgenommen             | nicht teilgenommen             | nicht teilgenommen             | nicht teilgenommen             | nicht teilgenommen             | n/a                            | nicht teilgenommen             | nicht teilgenommen             | nicht teilgenommen             | nicht teilgenommen             |
| International League                       | n/q               | VF                | GP                             | nicht ausgetragen              | nicht ausgetragen              | nicht ausgetragen              | nicht ausgetragen              | nicht ausgetragen              | nicht ausgetragen              | nicht ausgetragen              | nicht ausgetragen              | nicht ausgetragen              | nicht ausgetragen              | nicht ausgetragen              | nicht ausgetragen              | nicht ausgetragen              | nicht ausgetragen              | nicht ausgetragen              | nicht ausgetragen              | nicht ausgetragen              | nicht ausgetragen              |
| World Trophy                               | n/q               | HF                | 1R                             | nicht ausgetragen              | nicht ausgetragen              | nicht ausgetragen              | nicht ausgetragen              | nicht ausgetragen              | nicht ausgetragen              | nicht teilgenommen             | nicht teilgenommen             | nicht teilgenommen             | nicht teilgenommen             | nicht teilgenommen             | nicht teilgenommen             | nicht ausgetragen              | nicht ausgetragen              | nicht ausgetragen              | nicht ausgetragen              | nicht ausgetragen              | nicht ausgetragen              |
| World Masters                              | 1R                | S                 | nicht teilgenommen             | nicht teilgenommen             | nicht teilgenommen             | nicht teilgenommen             | nicht teilgenommen             | nicht teilgenommen             | nicht teilgenommen             | nicht teilgenommen             | nicht teilgenommen             | nicht teilgenommen             | nicht teilgenommen             | nicht teilgenommen             | nicht teilgenommen             | n/a                            | n/a                            | n/t                            | n/a                            | n/t                            |                                |
| PDC-Ranking-Turniere                       |                   |                   |                                |                                |                                |                                |                                |                                |                                |                                |                                |                                |                                |                                |                                |                                |                                |                                |                                |                                |                                |
| Weltmeisterschaft                          | n/t               | n/t               | n/t                            | 1R                             | 2R                             | 2R                             | 1R                             | AF                             | F                              | S                              | HF                             | AF                             | S                              | HF                             | S                              | F                              | VF                             | 3R 1                           | F                              | VF                             | F                              |
| World Masters                              | nicht ausgetragen | nicht ausgetragen | nicht ausgetragen              | nicht ausgetragen              | nicht ausgetragen              | nicht ausgetragen              | nicht ausgetragen              | nicht ausgetragen              | nicht ausgetragen              | nicht ausgetragen              | nicht ausgetragen              | nicht ausgetragen              | nicht ausgetragen              | nicht ausgetragen              | nicht ausgetragen              | nicht ausgetragen              | nicht ausgetragen              | nicht ausgetragen              | nicht ausgetragen              | nicht ausgetragen              | AF                             |
| UK Open                                    | n/q               | n/q               | 5R                             | 3R                             | 3R                             | 3R                             | 4R                             | AF                             | VF                             | HF                             | S                              | S                              | n/t                            | 3R                             | 4R                             | S                              | HF                             | 5R                             | F                              | 4R                             | 5R                             |
| World Matchplay                            | n/t               | n/t               | AF                             | AF                             | 1R                             | n/q                            | n/q                            | VF                             | HF                             | F                              | S                              | S 2                            | VF                             | 1R                             | AF                             | AF                             | HF                             | S                              | 1R                             | F                              | AF                             |
| World Grand Prix                           | n/t               | n/t               | n/q                            | n/q                            | 1R                             | n/q                            | n/q                            | S                              | VF                             | S                              | F                              | S                              | 1R                             | S                              | S                              | VF                             | 1R                             | S                              | AF                             | 1R                             |                                |
| European Championship                      | nicht ausgetragen | nicht ausgetragen | nicht ausgetragen              | n/q                            | AF                             | AF                             | 1R                             | AF                             | HF                             | S                              | S                              | S                              | S                              | AF                             | 1R                             | AF                             | F                              | 1R                             | VF                             | AF                             |                                |
| Grand Slam                                 | n/a               | n/a               | kein Ranking-Turnier           | kein Ranking-Turnier           | kein Ranking-Turnier           | kein Ranking-Turnier           | kein Ranking-Turnier           | kein Ranking-Turnier           | kein Ranking-Turnier           | kein Ranking-Turnier           | S 3                            | S                              | S                              | HF                             | HF                             | VF                             | VF                             | VF                             | AF                             | GP                             |                                |
| Players Championship Finals                | nicht ausgetragen | nicht ausgetragen | nicht ausgetragen              | nicht ausgetragen              | 1R                             | AF                             | 1R                             | AF                             | S                              | AF                             | S                              | S                              | S                              | F                              | S                              | S                              | VF                             | S                              | F                              | 1R                             |                                |
| PDC-Turniere ohne Einfluss auf das Ranking |                   |                   |                                |                                |                                |                                |                                |                                |                                |                                |                                |                                |                                |                                |                                |                                |                                |                                |                                |                                |                                |
| The Masters                                | nicht ausgetragen | nicht ausgetragen | nicht ausgetragen              | nicht ausgetragen              | nicht ausgetragen              | nicht ausgetragen              | nicht ausgetragen              | nicht ausgetragen              | VF                             | HF                             | S                              | S                              | S                              | S                              | S                              | AF                             | AF                             | VF                             | VF                             | F                              | n/a                            |
| Masters of Darts                           | n/t               | n/a               | HF                             | nicht eingeladen               | nicht eingeladen               | nicht eingeladen               | nicht eingeladen               | nicht eingeladen               | nicht eingeladen               | nicht eingeladen               | nicht eingeladen               | nicht eingeladen               | nicht eingeladen               | nicht eingeladen               | nicht eingeladen               | nicht eingeladen               | nicht eingeladen               | nicht eingeladen               | nicht eingeladen               | nicht eingeladen               | nicht eingeladen               |
| Premier League                             | nicht eingeladen  | nicht eingeladen  | nicht eingeladen               | nicht eingeladen               | nicht eingeladen               | nicht eingeladen               | nicht eingeladen               | nicht eingeladen               | S                              | F                              | F                              | S                              | S                              | S                              | S                              | 6.                             | HF                             | S                              | S                              | HF                             | 5.                             |
| World Cup                                  | nicht ausgetragen | nicht ausgetragen | nicht ausgetragen              | nicht ausgetragen              | nicht ausgetragen              | n/t                            | n/a                            | n/t                            | AF                             | S                              | HF                             | F                              | S                              | S                              | HF                             | VF                             | VF                             | n/t                            | n/t                            | AF                             | n/t                            |
| Championship League                        | nicht ausgetragen | nicht ausgetragen | nicht ausgetragen              | n/t                            | GP                             | GP                             | n/t                            | GP                             | F                              | nicht ausgetragen              | nicht ausgetragen              | nicht ausgetragen              | nicht ausgetragen              | nicht ausgetragen              | nicht ausgetragen              | nicht ausgetragen              | nicht ausgetragen              | nicht ausgetragen              | nicht ausgetragen              | nicht ausgetragen              | nicht ausgetragen              |
| Champions League                           | nicht ausgetragen | nicht ausgetragen | nicht ausgetragen              | nicht ausgetragen              | nicht ausgetragen              | nicht ausgetragen              | nicht ausgetragen              | nicht ausgetragen              | nicht ausgetragen              | nicht ausgetragen              | nicht ausgetragen              | F                              | GP                             | HF                             | S 3                            | nicht ausgetragen              | nicht ausgetragen              | nicht ausgetragen              | nicht ausgetragen              | nicht ausgetragen              | nicht ausgetragen              |
| World Series Finals                        | nicht ausgetragen | nicht ausgetragen | nicht ausgetragen              | nicht ausgetragen              | nicht ausgetragen              | nicht ausgetragen              | nicht ausgetragen              | nicht ausgetragen              | nicht ausgetragen              | nicht ausgetragen              | S                              | S                              | S                              | VF                             | S                              | AF                             | HF                             | VF                             | S                              | HF                             |                                |
| Grand Slam                                 | n/a               | n/a               | GP                             | GP                             | n/t                            | GP                             | AF                             | F                              | AF                             | VF                             | Ranking-Turnier                | Ranking-Turnier                | Ranking-Turnier                | Ranking-Turnier                | Ranking-Turnier                | Ranking-Turnier                | Ranking-Turnier                | Ranking-Turnier                | Ranking-Turnier                | Ranking-Turnier                | Ranking-Turnier                |
| Karrierestatistiken                        |                   |                   |                                |                                |                                |                                |                                |                                |                                |                                |                                |                                |                                |                                |                                |                                |                                |                                |                                |                                |                                |
| Jahresendplatzierung                       | ?                 | 3                 | 34                             | 32                             | 30                             | 31                             | 39                             | 7                              | 2                              | 1                              | 1                              | 1                              | 1                              | 1                              | 1                              | 1                              | 3                              | 3                              | 2                              | 3                              |                                |
| Verband                                    | BDO               | BDO               | Professional Darts Corporation | Professional Darts Corporation | Professional Darts Corporation | Professional Darts Corporation | Professional Darts Corporation | Professional Darts Corporation | Professional Darts Corporation | Professional Darts Corporation | Professional Darts Corporation | Professional Darts Corporation | Professional Darts Corporation | Professional Darts Corporation | Professional Darts Corporation | Professional Darts Corporation | Professional Darts Corporation | Professional Darts Corporation | Professional Darts Corporation | Professional Darts Corporation | Professional Darts Corporation |

| Legende zu den Turnierergebnissen | Legende zu den Turnierergebnissen | Legende zu den Turnierergebnissen | Legende zu den Turnierergebnissen | Legende zu den Turnierergebnissen | Legende zu den Turnierergebnissen | Legende zu den Turnierergebnissen | Legende zu den Turnierergebnissen | Legende zu den Turnierergebnissen | Legende zu den Turnierergebnissen |
| --------------------------------- | --------------------------------- | --------------------------------- | --------------------------------- | --------------------------------- | --------------------------------- | --------------------------------- | --------------------------------- | --------------------------------- | --------------------------------- |
| n/t                               | nicht teilgenommen                | n/q                               | nicht qualifiziert                | n/a                               | nicht ausgetragen                 | #R                                | Aus in jeweiliger Runde           | GP                                | Aus in der Gruppenphase           |
| AF                                | Achtelfinalist                    | VF                                | Viertelfinalist                   | HF                                | Halbfinalist                      | F                                 | Turnierfinalist                   | S                                 | Turniersieger                     |

## Titel

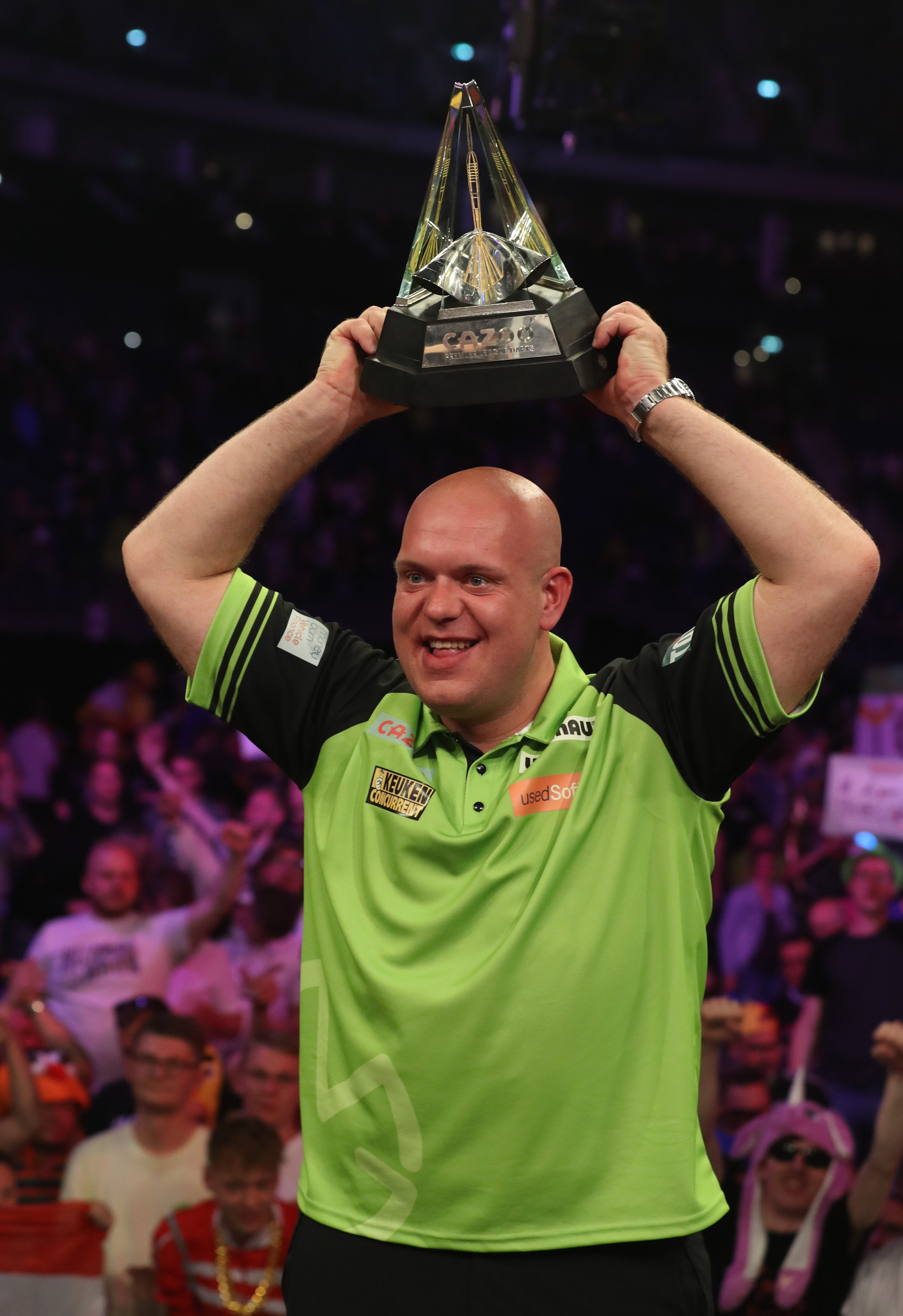
Michael van Gerwen mit der Trophäe der Premier League Darts 2022

### BDO
- Majors
  - World Masters: (1) 2006
- Weitere
  - 2005: Northern Ireland Open

### PDC
- Majors
  - PDC World Darts Championship: (3) 2014, 2017, 2019
  - World Matchplay: (3) 2015, 2016, 2022
  - World Grand Prix: (6) 2012, 2014, 2016, 2018, 2019, 2022
  - UK Open: (3) 2014, 2016, 2020
  - Grand Slam of Darts: (3) 2015, 2016, 2017
  - European Darts Championship: (4) 2014, 2015, 2016, 2017
  - Players Championship Finals: (7) 2013, 2015, 2016, 2017, 2019, 2020, 2022
  - Premier League Darts: (7) 2013, 2016, 2017, 2018, 2019, 2022, 2023
  - The Masters: (5) 2015, 2016, 2017, 2018, 2019
  - World Cup of Darts: (3) 2014, 2017, 2018
  - World Series of Darts Finals: 2015, 2016, 2017, 2019, 2023
  - Champions League of Darts: (1) 2019
- Pro Tour
  - Players Championships
    - Players Championships 2009: 12
    - Players Championships 2012: 8, 11, 13, 16, 18, 20
    - Players Championships 2013: 2, 6
    - Players Championships 2014: 2, 14, 18
    - Players Championships 2015: 4, 6
    - Players Championships 2016: 3, 14, 15, 16, 17
    - Players Championships 2017: 6, 9
    - Players Championships 2018: 1, 2, 5, 9
    - Players Championships 2019: 1, 3
    - Players Championships 2020: 9, 11, 16
    - Players Championships 2021: 29
    - Players Championships 2022: 8, 10
    - Players Championships 2023: 7
    - Players Championships 2024: 21, 27

  - UK Open Qualifiers
    - UK Open Qualifiers 2012: 2
    - UK Open Qualifiers 2013: 1, 2, 3, 6, 8
    - UK Open Qualifiers 2014: 6
    - UK Open Qualifiers 2015: 2, 3, 4
    - UK Open Qualifiers 2016: 2, 5, 6
    - UK Open Qualifiers 2017: 4
    - UK Open Qualifiers 2018: 1, 2

  - European Darts Tour
    - European Darts Tour 2013: (2) European Darts Open, Austrian Darts Open
    - European Darts Tour 2014: (1) Dutch Darts Masters
    - European Darts Tour 2015: (5) German Darts Championship, Gibraltar Darts Trophy, German Darts Masters, Dutch Darts Masters, European Darts Matchplay
    - European Darts Tour 2016: (6) Dutch Darts Masters, German Darts Masters, Gibraltar Darts Trophy, European Darts Open, European Darts Trophy, European Darts Grand Prix
    - European Darts Tour 2017: (6) German Darts Masters, European Darts Matchplay, Austrian Darts Open, Dutch Darts Masters, German Darts Grand Prix, European Darts Trophy
    - European Darts Tour 2018: (8) European Darts Open, German Darts Grand Prix, European Darts Grand Prix, Dutch Darts Masters, Gibraltar Darts Trophy, European Darts Matchplay, German Darts Championship, European Darts Trophy
    - European Darts Tour 2019: (4) European Darts Open, German Darts Grand Prix, German Darts Open, Austrian Darts Open
    - European Darts Tour 2022: (3) German Darts Championship, Austrian Darts Open, European Darts Open
    - European Darts Tour 2023: (1) Belgian Darts Open
    - European Darts Tour 2024: (1) Hungarian Darts Trophy
    - European Darts Tour 2025: (1) German Darts Grand Prix
- World Series of Darts
  - World Series of Darts 2013: (1) Dubai Darts Masters
  - World Series of Darts 2014: (2) Dubai Darts Masters, Singapore Darts Masters
  - World Series of Darts 2015: (1) Dubai Darts Masters
  - World Series of Darts 2016: (2) Shanghai Darts Masters, Perth Darts Masters
  - World Series of Darts 2017: (2) Shanghai Darts Masters, US Darts Masters
  - World Series of Darts 2018: (1) Auckland Darts Masters
  - World Series of Darts 2019: (2) Melbourne Darts Masters, NZ Darts Masters
  - World Series of Darts 2021: (1) Nordic Darts Masters
  - World Series of Darts 2022: (1) Queensland Darts Masters
  - World Series of Darts 2023: (2) US Darts Masters, Poland Darts Masters
  - World Series of Darts 2024: (1) Dutch Darts Masters
- Secondary Tour Events
  - PDC Development Tour
    - PDC Youth Tour 2011: 6, 8, 11, 14
- Weitere
  - 2006: Open Holland
  - 2007: Open Holland
  - 2008: Gleneagle Irish Masters

### Sonstige Turniergewinne
- 2011: Open Nederhemert
- 2013: Open Willemstad
- 2017, 2020, 2023: Die Promi-Darts-WM